# Schöpfwerk bei Prester

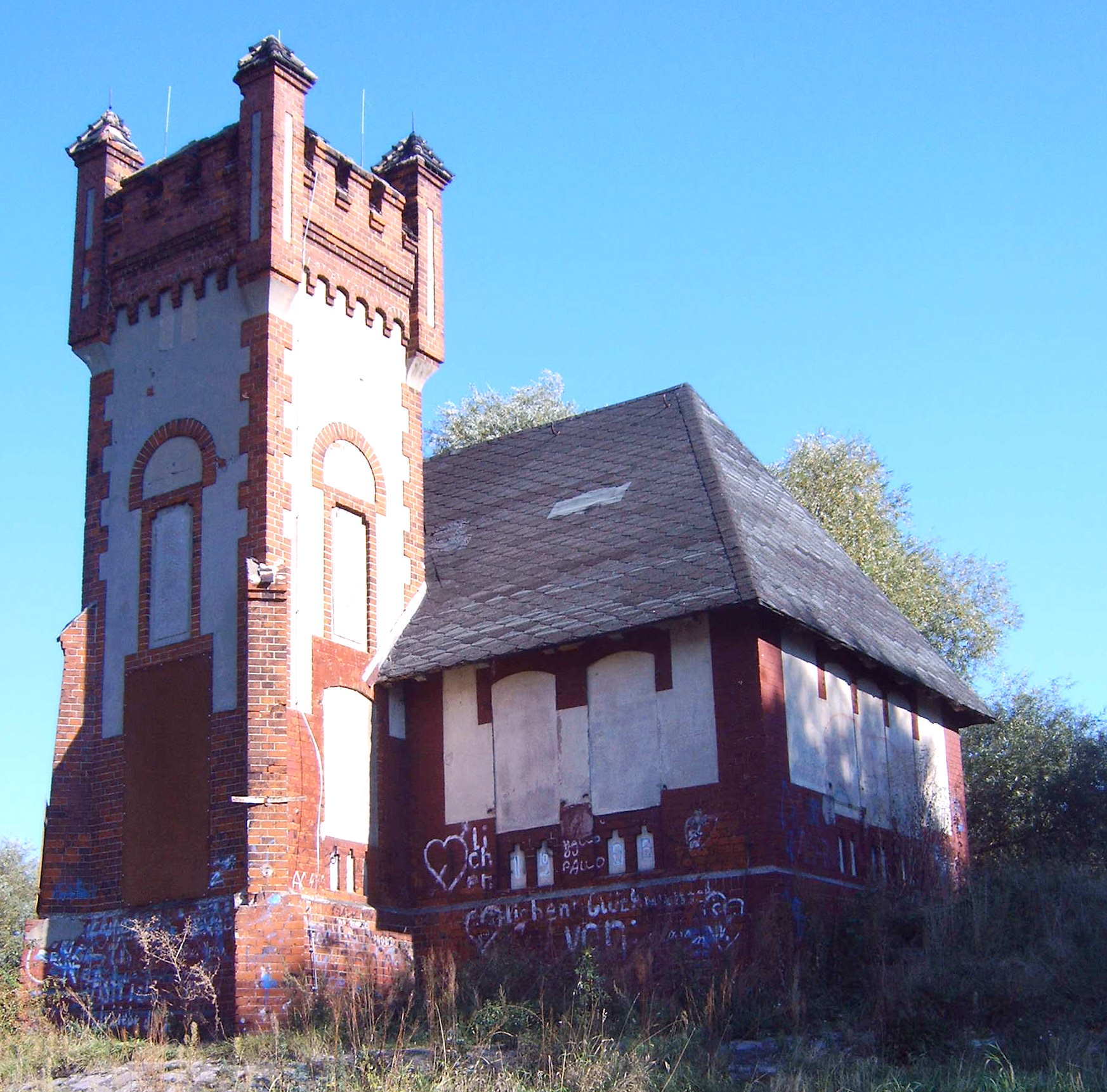
Schöpfwerk bei Prester

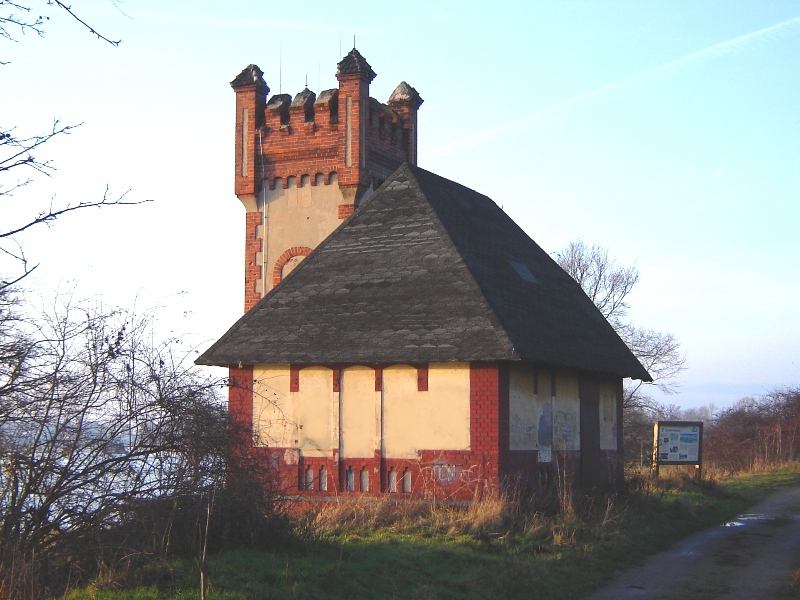
Landseite des Gebäudes

Das Schöpfwerk bei Prester ist ein unter Denkmalschutz stehendes Gebäude des Wasserwerks Buckau an der Elbe in Magdeburg im Gebiet des Stadtteils Prester.

## Architektur und Geschichte
Das Schöpfwerk entstand im Jahr 1905 am Ostufer der Elbe. Markant ist der weithin sichtbare, aus Ziegeln errichtete Turm an der Westseite des Gebäudes, der mit Zinnen bekrönt ist. Bis zum Bau dieses, im Volksmund auch Mäuseturm genannten, Gebäudes hatte das gegenüber auf der Westseite der Elbe gelegene Wasserwerk Buckau das für die Stadt Magdeburg als Trinkwasser benötigte Elbwasser auch vom Westufer entnommen. Wegen der schlechter werdenden Wasserqualität des Elbwassers, wurde das Wasser ab 1905 dann auf der Ostseite entnommen. Die Wasserqualität auf der rechten Elbseite erwies sich als besser. Das Wasser war dort sauberer und weniger salzhaltig. Ursächlich hierfür war, dass die Abwässer von an der Saale gelegenen Kaliwerken mit der Saale linksseitig in die Elbe mündeten. Um das Wasser vom rechtsseitigen Schöpfwerk zum linksseitigen Wasserwerk zu transportieren, wurde eine Dükerleitung mit einem Durchmesser von einem Meter unter der Elbe verlegt.
Aufgrund der sich weiter verschlechternden Wasserqualität diente das der Elbe entnommene Wasser ab 1963 nicht mehr als Trinkwasser, sondern nur noch als Brauchwasser zu industriellen Zwecken. Bereits seit 1932 wurde ein erheblicher Anteil des Magdeburger Trinkwassers aus der nördlich von Magdeburg gelegenen Colbitz-Letzlinger Heide herangeführt. Aufgrund der nach der politischen Wende von 1989 erheblich zurückgehenden Industrieproduktion in Magdeburg sank der Bedarf an Brauchwasser erheblich. Im Oktober 1990 wurde das Wasserwerk Buckau stillgelegt.
Etwa im Jahr 2010 wurde das Schöpfwerk bei einem Brand schwer beschädigt. Danach ließ ein Magdeburger Ehepaar das Bauwerk restaurieren und sanieren, um das Gebäude als Ausflugsziel wieder nutzbar zu machen. Im Jahr 2024 wurde es vollkommen fertiggestellt und ist nun eine Gaststätte.